# Maxwell Davis
Maxwell Davis (* 14. Januar 1916 in Independence, Kansas; † 18. September 1970 in Los Angeles, Kalifornien) war ein amerikanischer Rhythm-and-Blues- und Jazz-Saxophonist, Arrangeur und Produzent.
1937 zog Maxwell Davis nach Los Angeles und spielte Saxophon im Fletcher Henderson Orchestra. Nachdem er einige Jahre im Swingumfeld gearbeitet hatte, spielte er in den 1940er Jahren mehr in der West-Coast-Rhythm-and-Blues-Szene. Davis war regelmäßiger Sessionmusiker und Arrangeur für unabhängige Plattenlabel wie Aladdin Records, wo er u. a. an der Session mit Helen Humes und Lester Young mitwirkte und mit Little Miss Cornshucks arbeitete. Er nahm auch mit Louis Jordan, Lester Young und der Jay McShann Band auf, in der der Bluessänger Jimmy Witherspoon mitwirkte. Nach 1952 spielte er außerdem mit Percy Mayfield, Peppermint Harris, „Gatemouth“ Brown, Betty Hall Jones, T-Bone Walker, Jesse Price, Amos Milburn und anderen.
„Maxwell Davis gilt als der unsung hero der frühen Rhythm and Blues“, bemerkte der Songwriter und Produzent Mike Stoller. Er produzierte die meisten Plattensessions von Aladdin Records, Modern Records, und von vielen unabhängigen Rhythm-and-Blues-Labels der späten 1940er und der frühen 1950er Jahre. Seine letzte Aktivität als Produzent waren 1969 Aufnahmen mit dem Soulsänger Z. Z. Hill.

## Auswahldiskographie
- Calvin Boze with Maxwell Davis & His Orchestra: The Complete Recordings 1945-52 (Blue Moon)
- Charles Mingus: West Coast 1945–1949 (Uptown)
- T-Bone Walker: Sings the Blues, Singing The Blues (Imperial/Pathe, 1950–52)
- Lester Young: The Complete Aladdin Recordings of Lester Young (Blue Note, 1942–47)